# Vlajka státu New York

Vlajka státu New York
Poměr stran: ?

Vlajka New Yorku, jednoho z federálních států USA, je tvořena modrým listem, s uprostřed umístěným znakem federálního státu (umístěným např. i v kruhovém poli státní pečeti).
Státní znak má zlatě lemovaný štít, který zobrazuje dvě lodě plující po Hudson River pod pohořím Hudson Highland, nad kterým vychází zlaté slunce. Nad štítem je žlutě-modrá točenice, z níž vystupuje Zeměkoule ukazující Atlantský oceán. Nad Zeměkoulí je symbol Spojených států amerických – Orel bělohlavý. Štítonoši jsou dvě ženy, heraldicky vpravo je to Bohyně svobody, držící kopí s čapkou svobody a šlapající na vrchol britské královské koruny, která symbolizuje svobodu po Americké válce za nezávislost. Druhým štítonošem (heraldicky vlevo) je Bohyně spravedlnosti, která má oči převázané šátkem a v ruce drží váhy spravedlnosti. Oba štítonoši stojí na bílé stuze s latinským heslem: EXCELSIOR 
(česky Stále vzhůru), což je motto státu New York.

## Historie
Vlajka byla v přijata v roce 1901.

Vlajka státu New York (1778–1901) Poměr stran: 1:2
Vlajka státu New York (1901–2020) Poměr stran: 1:2

## Vlajka newyorského guvernéra

Vlajka newyorského guvernéra Poměr stran: 3:5